# Cyclopinodes elegans
Cyclopinodes elegans är en kräftdjursart som först beskrevs av Sars 1920.  Cyclopinodes elegans ingår i släktet Cyclopinodes och familjen Cyclopinidae. Arten är reproducerande i Sverige. Inga underarter finns listade i Catalogue of Life.